# JBoss Seam
Seam — це фреймворк, розроблений JBoss, підрозділом Red Hat.

## Розробка
Цей проєкт був заснований у вересні 2005 р. лідером проєкту Гевін Кінг, який також був ключовим ініціатором з об'єктно-реляційної бази мапування Hibernate. Тоді ж приєднався і Піт Мур як лідер проєкту.

## Функціональність
Seam об'єднує два фреймворки Enterprise JavaBeans (EJB3) і JavaServer Faces (JSF). 
Seam вводить поняття bijection, що взяте зі Spring.
Фреймворк також розширює поняття контексту. Кожен компонент Seam існує всередині контекста. За змовчуванням Seam контекст це розмова, яка може простягатися на декілька сторінок і, як правило, охоплює весь бізнес потік, від початку до кінця. На контекст сесії фіксує всі дії користувача, поки він не виходить з системи або закриває браузер — навіть багаторазове використання Back-кнопки браузера. 
Можна автоматично генерувати CRUD (створення, читання-оновлення-видалення) вебзастосунків з існуючих баз даних з використанням інструменту командного рядка seam-gen, який поставляється з фреймворком. 
WYSIWYG розробки в Seam полегшується за рахунок використання JBoss інструментів, набір модулів, призначених для відкритого вихідного коду Eclipse інтегрованого середовища розробки. 
Seam інтегрує з коробки, з JBoss RichFaces і ICEsoft ICEfaces AJAX бібліотек без необхідності писати код Javascript. 
Серед подальших функцій є PDF Creator для створення документів PDF, електрона пошта, граф створення та створення таблиць Microsoft Excel.